# Seznam nemških fotografov
Seznam nemških fotografov.

## A
- Ottomar Anschütz
- Gertrud Arndt (1903-2000)

## B
- Oskar Barnack
- Uta Barth
- Bernd Becher &
- Hilla Becher
- Ruth Berlau
- Ruth Bernhard
- Hans Blohm
- Karl Blossfeldt
- Bill Brandt (nem.-angl.)
- Marianne Brandt
- Max Burchartz

## E
- Hugo Erfurth
- Frank Eugene (amer.-nem.)

## D
- Minya Diez-Dührkoop
- Rudolf Dührkoop

## F
- Jockel Finck
- Günther Förg

## G
- Leif Geiges
- Arnold Genthe
- Gisela Getty
- Tim N. Gidal
- Wilhelm von Gloeden
- Andreas Gursky

## H
- Franz Hanfstaengl
- Candida Höfer
- Heinrich Hoffmann (fotograf)
- Horst P. Horst
- Axel Hütte

## K
- Carl Wilhelm Kahlo
- Lajos Keresztes
- Astrid Kirchherr
- Hermann Krone
- Germaine Krull
- Fred Kuhne
- Frank Kunert

## L
- Karl Lagerfeld
- Hans G. Lehmann
- Raphael Eduard Liesegang
- Peter Lindbergh (1944-2019)
- Herbert List
- Loretta Lux

## M
- Florian Maier-Aichen
- Felix H. Man
- Oliver Mark
- Willy Matheisl
- Will McBride
- Hansel Mieth
- Andreas Müller-Pohle

## N
- Alfred Naumann (1847-1917)
- Helmut Newton (prv. Neustädter) (nemško-avstralski)

## O
- Meret Oppenheim (nemško-švicarska umetnica)
- Philipp von Ostau

## P
- Helga Paris
- Richard Peter
- Franz Pfemfert
- Avraham Pisarek
- Guglielmo Plüschow

## R
- Albert Renger-Patzsch
- Leni Riefenstahl
- Franz Roh
- Michael Ruetz
- Thomas Ruff

## S
- Erich Salomon
- August Sander (1876–1964)
- Peter Sempel
- Heinz Sielmann
- Kristina Söderbaum
- Heinz-Josef Stammel
- Thomas Struth
- Franziska Stünkel

## T
- Gerda Taro
- Peter Thomann
- Wolfgang Tillmans
- Albrecht Tübke

## U
- Ellen von Unwerth

## V
- Hermann W. Vogel

## W
- Rolf Walther
- Ernst Volland
- Lothar Wolleh
- Reinhart Wolf
- Wols
- Noah Wunsch

## Y
- Yva (Else Ernestine Neuländer-Simon) (1900-1942)

## Z
- Heinrich Zille (1858–1929)